# Mony Marc
Mony Marc is een Belgische zangeres.
Op het Eurovisiesongfestival 1956 – het allereerste – mocht elk deelnemend land twee liedjes afvaardigen. België had dat jaar twee verschillende vertegenwoordigers gestuurd: Fud Leclerc en Mony Marc. Ze zong het liedje Le plus beau jour de ma vie.
Enkel de winnaar, (Zwitserland met Lys Assia), werd bekendgemaakt dus er is niet bekend hoeveel punten haar lied gehaald heeft.